# Patagonium schickendantzii
Patagonium schickendantzii là một loài thực vật có hoa trong họ Đậu. Loài này được (Griseb.) R.E. Fr. mô tả khoa học đầu tiên năm 1905.